# Nangy
Nangy é uma comuna francesa na região administrativa de Auvérnia-Ródano-Alpes, no departamento da Alta Saboia. Estende-se por uma área de 4.35 km². Em 2010 a comuna tinha 1 612 habitantes (densidade: 370,6 hab./km²).